# Q-Bus Q96
De Q-bus Q96 is een midibus van de Nederlandse busbouwer Q-bus. De bus werd in 1996 ontwikkeld en was gebouwd op een chassis van een Peugeot Boxer.

## Inzet
De bus kwam vooral voor in België en in Nederland. In België kwam dit bustype alleen voor bij TEC. In 1997 nam TEC voor hun entiteit in Charleroi een busje op proef. Dit busje droeg een Nederlands kenteken en werd later, na de komst van de busjes uit de serie 7084-7086, gekocht door TEC. In Nederland kwamen de busjes voor bij Connexxion. Deze busjes werden in 1996 besteld door ZWN-groep en na de fusie tot Connexxion reden de busjes nog kort bij Connexxion-Citax, voordat ze werden overgenomen door Connexxion.
| Land      | Bedrijf    | Serie     | Aantal | Inzet                                                               | Opmerkingen                                                  |
| --------- | ---------- | --------- | ------ | ------------------------------------------------------------------- | ------------------------------------------------------------ |
| België    | TEC        | 6921-6923 | 3      | Terhulpen                                                           | Inzet op een pendeldienst van en naar Station Terhulpen.     |
| België    | TEC        | 7084-7086 | 3      | Charleroi                                                           | Inzet op de dienst tussen Montignies-sur-Sambre en Charleroi |
| België    | TEC        | 7099      | 1      | Citybus Charleroi                                                   | Van oorsprong een proefbus met Nederlands kenteken           |
| Nederland | Connexxion | 6383-6385 | 3      | 6383 Onbekend 6384 voor 2000 Leiden en na 2000 Haarlem 6385 Haarlem | Voormalig ZWN-Groep                                          |
| Nederland | ZWN-Groep  | 6383-6385 | 3      | Onbekend                                                            | Gingen mee over naar Connexxion                              |